# Lars-Christensen-Küste
Koordinaten: 69° 0′ S, 69° 0′ O
Die Lars-Christensen-Küste ist derjenige Teil der Küste des antarktischen Kontinents, der zwischen dem Murray-Monolith bei 66° 54′ Ost und dem Beginn des Amery-Schelfeises bei 71° 00′ Ost liegt. Die meerwärts gerichteten Teile des Gebietes wurden von norwegischen Seglern entdeckt, die von Lars Christensen beschäftigt waren, nach dem die Küste benannt ist. Die Erforschung und Kartierung der inneren Seite wurden in den 1950ern durch australische Expeditionen vervollständigt.